# Aéroport de Lago Agrio
Lago Agrio Aéroport (espagnol : Aeropuerto de Lago Agrio) (code IATA : LGQ • code OACI : SENL) est un aéroport desservant Nueva Loja (aussi connu comme Lago Agrio), la capitale ville du canton de Lago Agrio et la province de Sucumbíos en Équateur.

## Situation
| \| 100 km1:8 036 000 \|Seymour San Cristóbal Cuenca Esmeraldas Guayaquil Latacunga-Cotopaxi Manta Salinas Machala/Santa Rosa Tulcán Quito Coca Lago Agrio Loja Macas |
| 100 km1:8 036 000 |

## Compagnies aériennes et destinations
| Compagnies      | Destinations   |
| --------------- | -------------- |
| Avianca Ecuador | Quito-M. Sucre |

Actualisé le 12/12/2023